# Московсько-Київська залізниця
Московсько-Київська залізниця — історична залізниця, що існувала у СРСР у 1936—1959 роках.

## Історія
Відповідно до постанови Ради народних комісарів СРСР та ЦК ВКП(б) № 858 від 13 травня 1936 року та наказу НКШС № 62Ц від 14 травня 1936 року за рахунок розукрупнення з липня 1936 року з Західних залізниць були організовані:
- Білоруська залізниця (з центром у Гомелі);
- Московсько-Київська залізниця (з центром у Калузі);
- Західна залізниця[2][3].

Згідно розпоряждення Міністерства шляхів сполучення СРСР № Г-3998 від 13 лютого 1959 року Конотопське відділення (НОД-5) Московсько-Київської залізниці було передано до складу Південно-Західної залізниці.
Відповідно до постанови Ради міністрів СРСР № 748 від 13 липня 1959 року та наказу Міністерства шляхів сполучення СРСР № 42Ц від 14 липня 1959 року:
- Калінінська та Московсько-Київська залізниці були об'єднані у Калінінську з центром у Смоленську[5];
- Московське відділення Московсько-Київської залізниці увійшло до складу Московсько-Курсько-Донбаської залізниці[6].

## Структура

### Відділення руху
Станом на 1 грудня 1937 року за адміністративним розподілом до складу залізниці входило вісім відділень руху (ДН):
- ДН-1 Москва
- ДН-2 Калуга
- ДН-3 Спас-Деменськ
- ДН-4 Фаянсова
- ДН-5 Брянськ-Пас.
- ДН-6 Льгов
- ДН-7 Ворожба
- ДН-8 Конотоп

### Локомотивні депо
У підпорядкуванні Московсько-Київської залізниці знаходилося 11 основних локомотивних депо:
- Брянськ I
- Брянськ II
- Ворожба (ТЧ-10)
- Калуга
- Конотоп (ТЧ-8)
- Кореневе (ТЧ-9, зачинено у квітні 1945 року[8][9])
- Льгов
- Малоярославець
- Москва-Київська
- Спас-Деменськ
- Фаянсова (ТЧ-3)

## Межі залізниці
У 1940 році Московсько-Київська залізниця межувала з іншими залізницями по таких станціях та вузлах:
| Залізниця               | Міжзалізничні стикові станції та вузли                |
| ----------------------- | ----------------------------------------------------- |
| Західна                 | Вязьма, Колодня (Смоленськ), Рославль II, Жуковка     |
| Білоруська              | Брянськ-Льговський, Хутір-Михайлівський, Бахмач       |
| Південно-Західна        | Бахмач, Ніжин                                         |
| Південна                | Бахмач, Ворожба, Льгов-Київський                      |
| ім. Ф. Е. Дзержинського | Льгов-Київський, Кромська (Орел), Сухиничі, Плеханове |
| Московско-Донбаська     | Плеханове                                             |